# Liste der Monuments historiques in Chaillon
Die Liste der Monuments historiques in Chaillon führt die Monuments historiques in der französischen Gemeinde Chaillon auf.

## Liste der Immobilien
| Bezeichnung | Beschreibung                                     | Standort                  | Kennzeichnung | Schutzstatus | Datum | Bild           |
| ----------- | ------------------------------------------------ | ------------------------- | ------------- | ------------ | ----- | -------------- |
| Motte       | Burgstelle einer mittelalterlichen Turmhügelburg | westlich des Ortes (Lage) | PA00106687    | Classé       | 1990  | weitere Bilder |